# Абу Зејд ел Балхи
Абу Зејд Ахмед ибн Сахл ел Балхи (перс. ابو زید احمد بن سهل بلخی) био је персијски муслимански учењак: географ, математичар, лекар, психолог и научник. Рођен 850. године у Шамистијану, у провинцији Балх, Хорасан (садашњи Авганистан), био је ученик ал-Киндија. Он је такође основао „Балхијску школу“ географског мапирања у Багдаду.

## Биографија
Његово пуно име је Abū Zayd Ahmаd ibn Sahl al-Balẖi арап. أبو زيد أحمد ابن البَلْخِي и рођен је 849. године (235. по Хиџри) у малом селу по имену Шамистијан, у персијској провинцији Балх. Образовање је у почетку стицао под утицајем свог оца, а касније се у њему рађа жеља за сазнањем о наукама и уметностима тог времена. Био је мршав човек средње висине, имао је изразито таман тен и исколачене очи, са лицем које је имало ожиљке од малих богиња. Он је углавном био ћутљив и замишљен, тиме одајући пример стидљиве личности. Умро је 934. године у својој 85. години живота.

## Дела
У многим књигама које му се приписују у делу al-Fihrist Ибн ел Надима, може се приметити „његова савршеност у познавању математике, као и тачност у астрологији“. Његово дело Описи регија (арап. صور الاقاليم) састоји се углавном од географских карата. Он је такође написао дело о медицини и психологији, Опскрба тела и душе (арап. مصالح الأبدان والأنفس).

## Описи регија
Ово његово дело (арап. صور الاقاليم) се састоји углавном од географских карата и подстакло га је да оснује „Балхијску школу“ географског мапирања у Багдаду. Географи из ове школе су опширно писали о народима, богатствима и обичајима из области широм муслиманског света, са занемарљивим интересовањем за немуслиманске крајеве. Према неким текстовима, иако се ово дело састоји од мапа и коментара о ономе што је на мапама представљено, сматра се да је ел Балхи имао удела само у коментарима, а да је мапе првенствено нацртао Абу Џафар Мухамед ибн Мухамед ел Хазин Међутим, како ни ел Хазинове мапе, нити ел Балхијеви коментари нису сачувани, не може се поуздано знати. Ел Балхи је првенствено био учењак, а не географ.
Према ел Мукадасију, ел Балхи је „планирао у својој књизи да првенствено мапама прикаже Земљу... Сваку мапу (само) је кратко описао без давања корисних података или јасних одредница, нити је поређао чињенице које би биле вредно знати.“ Он такође наводи да је „ел Балхијева књига са веома пажљиво припремљеним мапама, али збуњена на многим местима и површна у својим белешкама, и не дели покрајине на округе.“ због тога се чини да је главни интерес ел Балхија на мапама, које су му биле на првом месту, док је текст био секундаран.

## Опскрба тела и душе
У исламској психологији, Абу Зејд ел Балхи је увео концепте менталног здравља и „менталне хигијене“, а уједно их је повезивао са духовним здрављем. У свом делу Опскрба тела и душе (арап. مصالح الأبدان والأنفس), он је био први који је успешно говорио о болестима подједнако везаним за тело и душу. Он је користио термин  да опише духовно и психичко здравље, а термин  да опише ментални лек. Он је критиковао многе лекаре у своје време због њиховог посвећивања превише пажње физичким болестима и занемаривања психолошке или менталне болести пацијената, и тврдио је да „пошто се човек састоји из душе и тела, дакле, људско постојање не може бити комплетно без иштибака (преплитања) душе и тела.“ Он је даље тврдио да: „уколико се тело разболи, да Нафс (душа) губи већи део своје когнитивне и свеобухватне способности и не ужива у свим аспектима живота“ и да: „ако се Нафс разболи, тело такође не може наћи никакву радост у животу и може чак развити и физичку болест.“ Ел Балхи је проналазио своје идеје о менталном здрављу у стиховима Курана и хадиса који се приписују Мухамеду.